# Hinsdale (Nowy Jork)
Hinsdale – miasto w Stanach Zjednoczonych, w stanie Nowy Jork, w hrabstwie Cattaraugus.